# Шварц, Самуэль Лейзер
Самуэль Лейзер (Момми) Шварц (нидерл. Samuel Leser (Mommie) Schwarz; 28 июля 1876, Зютфен, Нидерланды — 19 ноября 1942, Освенцим) — нидерландский художник, график и иллюстратор.

## Биография
Родился в многодетной еврейской семье. Художественное образование получил в Королевской академии изящных искусств Антверпена (1895—1897).
В 1897 году отправился в Нью-Йорк, где прожил два года. В 1903 году некоторое время провёл в Мадриде. Заинтересовавшись немецким экспрессионизмом, в 1905 году переехал в Берлин, где познакомился со своей будущей женой, художницей Эльзой Берг. В 1911 году пара поселилась в Нидерландах.
В 1915 году они познакомились с Лео Гестелом и другими художниками-представителями художественной школе Бергена. Пара поженилась в 1920 году и переехала в Амстердам.
Совершили ряд поездок на Мальорку, в Югославию, Турцию и Испанию.
После капитуляции Нидерландов войскам вермахта в 1940 году С. Шварц и Э. Берг, несмотря на рекомендации друзей, отказались прятаться и уйти в подполье или носить звезду Давида. 12 ноября 1942 года они были арестованы немцами и депортированы сперва в концлагерь Вестерборк, а затем в Освенцим, где сразу по прибытии 19 ноября 1942 года были казнены.

## Творчество
Автор пейзажей, портретов, натюрмортов, ряд картин посвящён сценам морских гаваней. Также работал в качестве иллюстратора, занимался созданием книжных обложек и плакатов.
С. Шварц принадлежал к художественной школе Бергена. Находился под влияние творчества Лео Гестела и Чарли Торопа. В своих работах, как художник, экспериментировал с разными художественными стилями, такими как кубизм и импрессионизм. Большая часть работ Шварца выполнена в темных тонах.
Картины С. Шварца ныне хранятся в Еврейском историческом музее в Амстердаме, художественных музеев Бергена (Северная Голландия), Деерна и др.

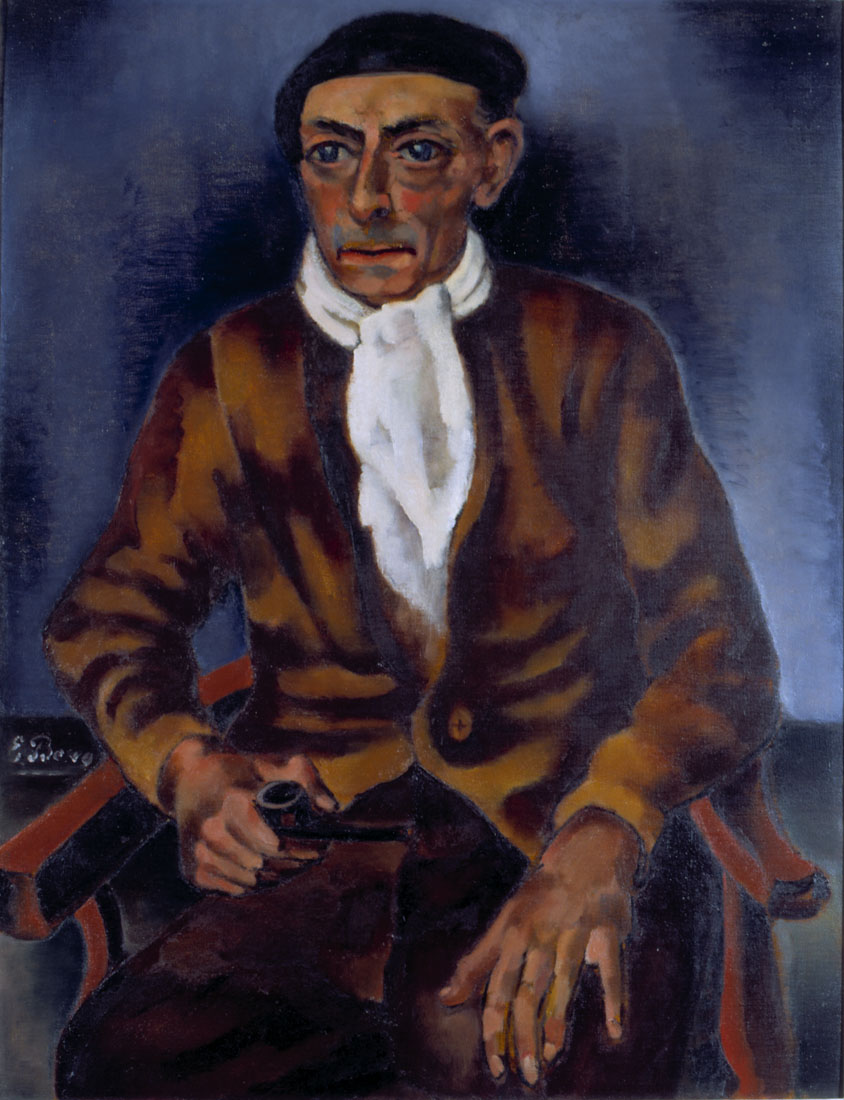
Автопортрет художника. 1936 г.
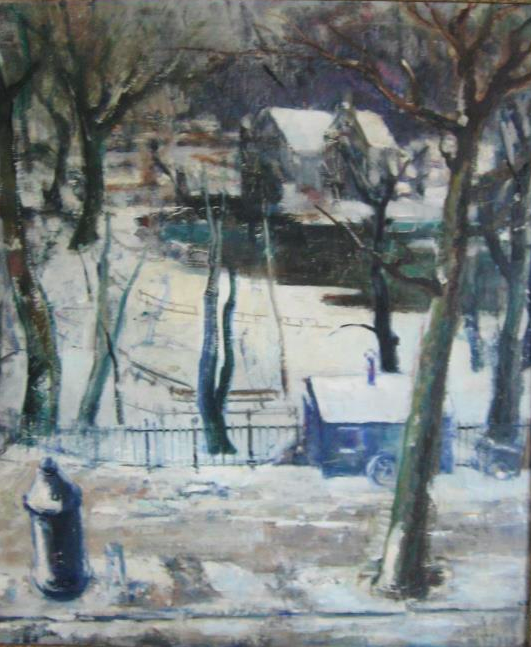
Пейзаж
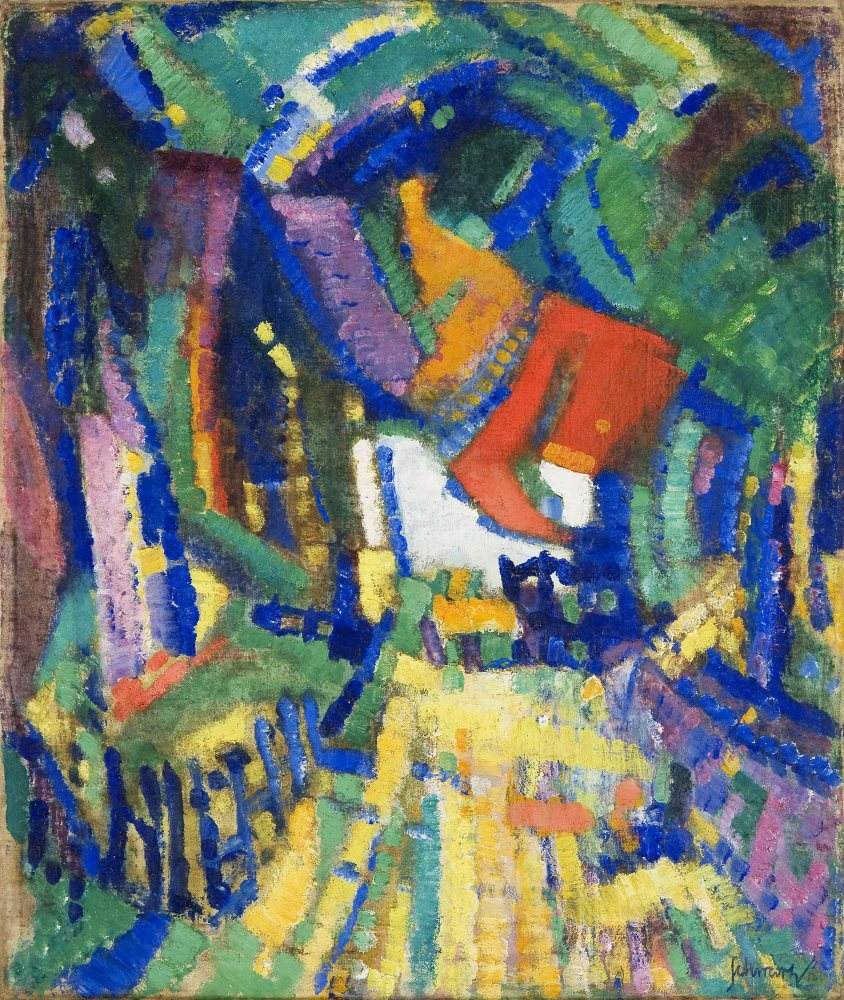
Солнечная сельская улица
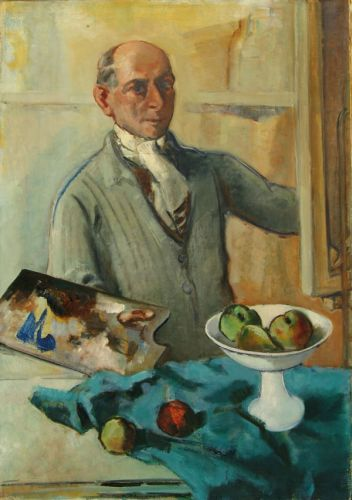
Автопортрет художника. Между 1935 и 1940
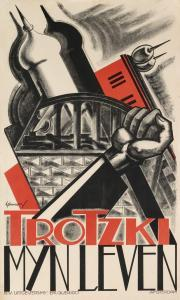
Обложка «Биографии Троцкого»